# Jinolické rybníky
Jinolické rybníky je soustava tří rybníků ležící u obce Jinolice v CHKO Český ráj, asi 5 km od Jičína. Soustavu tvoří rybníky Oborský, Němeček a Vražda, jež jsou napájeny bezejmenným potokem, tvořícím přítok Javornice.

## Popis lokality
Soustava se nachází ve výrazném údolí mezi Javornickou horkou na severu a Prachovským hřebenem na jihu (Prachovské skály a spojnice vrchů Přivýšina – Brada). Rybníky jsou jednou z nejvyhledávanějších lokalit Českého ráje. Dva z rybníků jsou rekreační, jsou zde veřejná tábořiště, autokempy, chatové osady. Nejbližší železniční zastávka je v Jinolicích, od ní vede kolem rybníků modrá turistická značka do Prachova, žlutá značka vede od rybníků k rozcestí Pod Přivýšinou.

## Rybníky
- Oborský (rozloha 11,4 ha) - největší ze soustavy; rekreační (písčité dno, písčitá i travnatá pláž, využívaný ke koupání a vodním sportům); vlhké louky na západním až jihozápadním břehu jsou chráněny jako přírodní památka Oborská luka.
- Němeček (rozloha 5,2 ha) - rekreační; poskytuje možnost koupání (zvláště u hráze rybníka).
- Vražda (rozloha 2,1 ha) - k rekreaci se nevyužívá; celý včetně vlhké louky na jihozápadním břehu je chráněn jako přírodní památka Rybník Vražda.[2]

## Fotogalerie

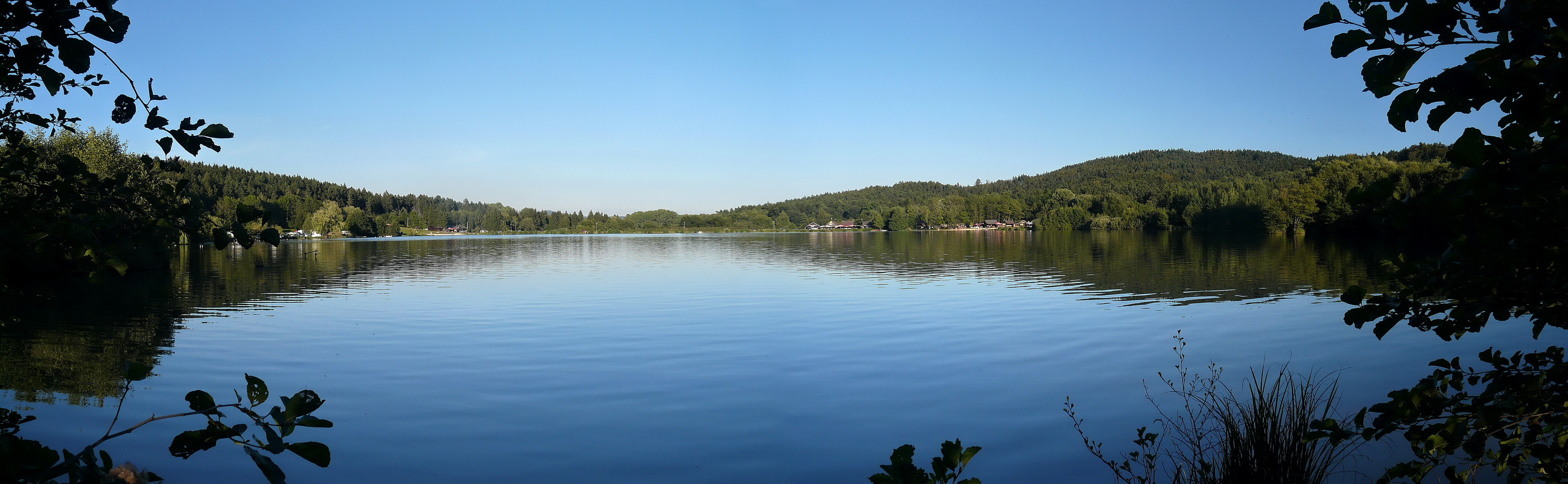
Oborský rybník
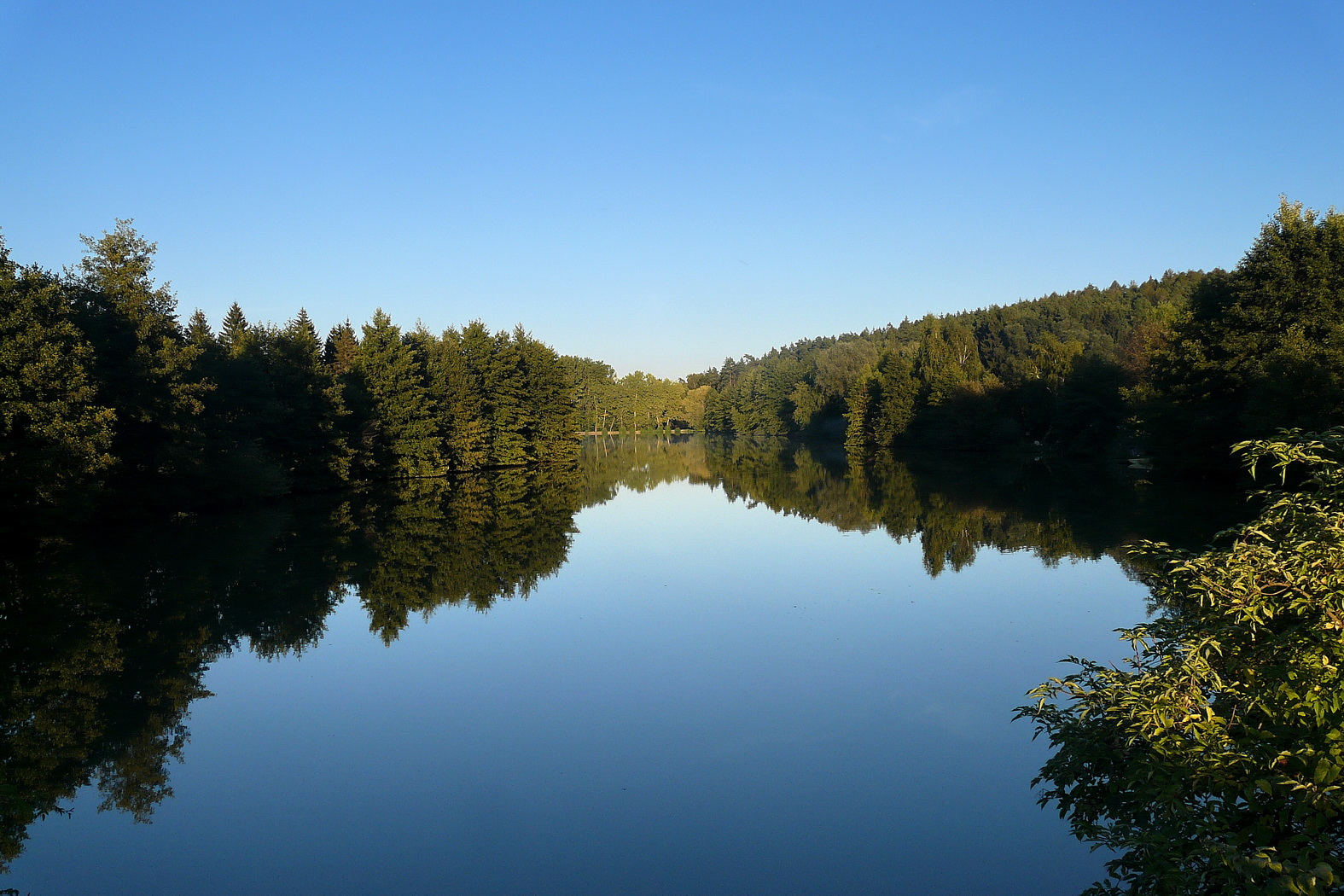
Rybník Němeček
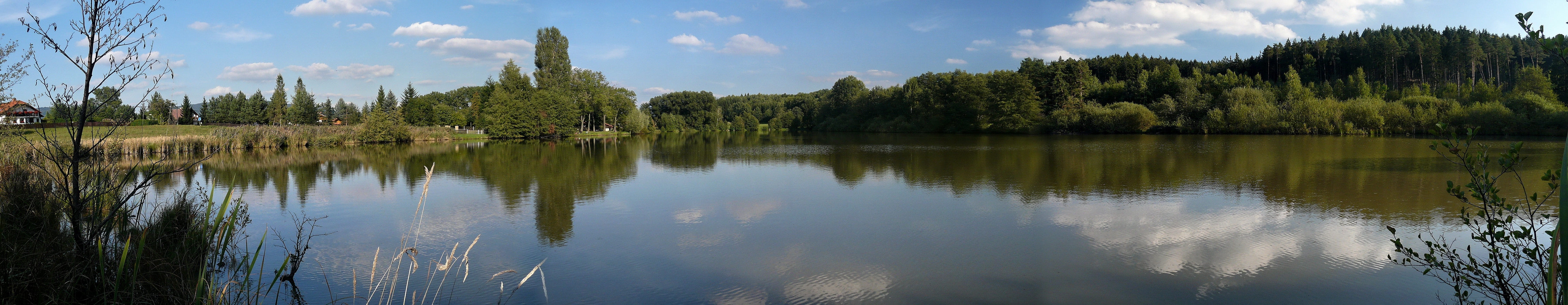
Rybník Vražda